# محافظة هواتشون
محافظة هواتشون (هواتشون غون) هي محافظة في مقاطعة غانغوون، كوريا الجنوبية. وبلغ عدد سكانها 23،822 نسمة، سنة 2005.

## وصلات خارجية
- الصفحة الرئيسية لحكومة محافظة هواتشون